# Олимпијски стадион
Олимпијски стадион је име које се даје за велики централни стадион коришћен на Летњим олимпијским играма. Традиционално, Олимпијска свечаност, односно отварање и затварање, као и атлетика су делови игара које се одржавају на олимпијском стадиону. Доста њих, иако не сви, у свом имену садрже реч „олимпијски стадион”. Зимске олимпијске игре немају централни олимпијски стадион, иако се неке грађевине називају олимпијским стадионом, већином грађевине на којима се одржава отварање и затварање олимпијских игара.

## Стадиони за олимпијске игре

### Летње олимпијске игре
Следећа табела приказује све олимпијске стадионе који су се користили на Летњим олимпијским играма.
| ОИ       | Стадион                             | Град           | Држава               | Капацитет |
| -------- | ----------------------------------- | -------------- | -------------------- | --------- |
| ОИ 1896. | Стадион Панатинаико                 | Атина          | Краљевина Грчка      | 80.000    |
| ОИ 1900. | Венсенски велодром                  | Париз          | Француска            | 50.000    |
| ОИ 1904. | Стадион Франсис филд                | Сент Луис      | Сједињене Државе     | 19.000    |
| ОИ 1908. | Стадион Вајт сити                   | Лондон         | Уједињено Краљевство | 68.000    |
| ОИ 1912. | Олимпијски стадион у Стокхолму      | Стокхолм       | Шведска              | 20.000    |
| ОИ 1920. | Олимпијски стадион у Антверпену     | Антверпен      | Белгија              | 12.771    |
| ОИ 1924. | Олимпијски стадион у Паризу         | Париз          | Француска            | 45.000    |
| ОИ 1928. | Олимпијски стадион у Амстердаму     | Амстердам      | Холандија            | 31.600    |
| ОИ 1932. | Лос Анђелес меморијални колосеум    | Лос Анђелес    | Сједињене Државе     | 101.574   |
| ОИ 1936. | Олимпијски стадион у Берлину        | Берлин         | Трећи рајх           | 110.000   |
| ОИ 1948. | Стадион Вембли                      | Лондон         | Уједињено Краљевство | 82.000    |
| ОИ 1952. | Олимпијски стадион у Хелсинкију     | Хелсинки       | Финска               | 40.000    |
| ОИ 1956. | Мелбурн крикет граунд               | Мелбурн        | Аустралија           | 100.000   |
| ОИ 1960. | Стадион Олимпико                    | Рим            | Италија              | 72.700    |
| ОИ 1964. | Олимпијски стадион у Токију         | Токио          | Јапан                | 57.363    |
| ОИ 1968. | Олимпијски стадион у Мексику        | Мексико Сити   | Мексико              | 62.700    |
| ОИ 1972. | Олимпијски стадион у Минхену        | Минхен         | Западна Немачка      | 69.250    |
| ОИ 1976. | Олимпијски стадион у Монтреалу      | Монтреал       | Канада               | 66.308    |
| ОИ 1980. | Централни Лењинов стадион           | Москва         | Совјетски Савез      | 78.360    |
| ОИ 1984. | Лос Анђелес меморијални колосеум    | Лос Анђелес    | Сједињене Државе     | 93.607    |
| ОИ 1988. | Олимпијски стадион у Сеулу          | Сеул           | Јужна Кореја         | 69.950    |
| ОИ 1992. | Олимпијски стадион у Барселони      | Барселона      | Шпанија              | 55.926    |
| ОИ 1996. | Олимпијски стадион у Атланти        | Атланта        | Сједињене Државе     | 85.000    |
| ОИ 2000. | Стадион Аустралија                  | Сиднеј         | Аустралија           | 110.000   |
| ОИ 2004. | Олимпијски стадион Спиридон Луис    | Атина          | Грчка                | 71.030    |
| ОИ 2008. | Национални стадион у Пекингу        | Пекинг         | Кина                 | 91.000    |
| ОИ 2012. | Олимпијски стадион у Лондону        | Лондон         | Уједињено Краљевство | 80.000    |
| ОИ 2016. | Стадион Маракана                    | Рио де Жанеиро | Бразил               | 88.992    |
| ОИ 2016. | Олимпијски стадион Жоао Авеланж     | Рио де Жанеиро | Бразил               | 60.000    |
| ОИ 2020. | Олимпијски стадион у Токију         | Токио          | Јапан                | 68.000    |
| ОИ 2024. | Стад де Франс                       | Париз          | Француска            | 78.338    |
| ОИ 2028. | Лос Анђелес меморијални колосеум    | Лос Анђелес    | Сједињене Државе     | 70.516    |
| ОИ 2028. | Лос Анђелес стадион у Холивуд парку | Лос Анђелес    | Сједињене Државе     | 100.000   |
| ОИ 2032. | Бризбејн крикет стадион             | Бризбејн       | Аустралија           | 50.000    |

### Зимске олимпијске игре
Следећа таблица приказује све олимпијске стадионе који су се користили на зимским олимпијским играма.
| ЗОИ       | Стадион                           | Град                      | Држава           | Капацитет |
| --------- | --------------------------------- | ------------------------- | ---------------- | --------- |
| ЗОИ 1924. | Олимпијски стадион у Шамонију     | Шамони                    | Француска        | 45.000    |
| ЗОИ 1928. | Олимпијски стадион у Санкт Морицу | Санкт Мориц               | Швајцарска       | непознато |
| ЗОИ 1932. | Олимпијски стадион Џејмс Шефилд   | Лејк Плесид, Њујорк       | Сједињене Државе | 7.500     |
| ЗОИ 1936. | Гросе Олимпиашанце                | Гармишпартенкирхен        | Трећи рајх       | 35.000    |
| ЗОИ 1948. | Олимпијски стадион у Санкт Морицу | Санкт Мориц               | Швајцарска       | непознато |
| ЗОИ 1952. | Стадион Бислет                    | Осло                      | Норвешка         | 15.400    |
| ЗОИ 1956. | Стадион Олимпика                  | Кортина д'Ампецо          | Италија          | 12.000    |
| ЗОИ 1960. | Blyth Arena                       | Скво Вали, Калифорнија    | Сједињене Државе | 8.500     |
| ЗОИ 1964. | Бергисел                          | Инзбрук                   | Аустрија         | 12.000    |
| ЗОИ 1968. | Стадион Ледигјер                  | Гренобл                   | Француска        | 60.000    |
| ЗОИ 1972. | Стадион Маркоманаи                | Сапоро                    | Јапан            | 30.000    |
| ЗОИ 1976. | Бергисел                          | Инзбрук                   | Аустрија         | 12.000    |
| ЗОИ 1980. | Јахачки стадион Лејк Плесид       | Лејк Плесид, Њујорк       | Сједињене Државе | 30.000    |
| ЗОИ 1984. | Стадион Асим Ферхатовић Хасе      | Сарајево                  | Југославија      | 35.630    |
| ЗОИ 1988. | Стадион Макман                    | Калгари                   | Канада           | 46.020    |
| ЗОИ 1992. | Théâtre des Cérémonies            | Албервил                  | Француска        | 35.000    |
| ЗОИ 1994. | Лисгардсбаккен                    | Лилехамер                 | Норвешка         | 40.000    |
| ЗОИ 1998. | Олимпијски стадион у Нагану       | Нагано                    | Јапан            | 30.000    |
| ЗОИ 2002. | Стадион Рајс Еклес                | Солт Лејк Сити, Јута      | Сједињене Државе | 45.017    |
| ЗОИ 2006. | Олимпијски стадион у Торину       | Торино                    | Италија          | 28.000    |
| ЗОИ 2010. | Стадион Би-Си плејс               | Ванкувер                  | Канада           | 54.500    |
| ЗОИ 2014. | Олимпијски стадион Фишт           | Сочи                      | Русија           | 40.000    |
| ЗОИ 2018. | Олимпијски стадион у Пјонгчангу   | Пјонгчанг                 | Јужна Кореја     |           |
| ЗОИ 2022. | Национални стадион у Пекингу      | Пекинг                    | Кина             | 80.000    |
| ЗОИ 2026. | Стадион Ђузепе Меаца              | Милано и Кортина д’Ампецо | Италија          | 80.000    |
| ЗОИ 2026. | Веронска арена                    | Милано и Кортина д’Ампецо | Италија          | 15.000    |